# Erebia plutonius
Erebia plutonius är en fjärilsart som beskrevs av B.C.S Warren 1929. Erebia plutonius ingår i släktet Erebia och familjen praktfjärilar. Inga underarter finns listade i Catalogue of Life.